# Nørre Alslev
Nørre Alslev er en stationsby på Falster, ca. 15 kilometer nord for Nykøbing Falster. Byen har 2.363 indbyggere  (2025) og befinder sig i Nørre Alslev Sogn. Byen ligger i Guldborgsund Kommune og tilhører Region Sjælland. Indtil 2007 var byen hovedsæde for Nørre Alslev Kommune. Det er den næststørste by på Falster efter Nykøbing Falster og er et trafikknudepunkt for Nordfalster. Byen har en station, der er stop på Sydbanen, og der findes flere sportsklubber og store dagligvareforretninger.

## Historie
Nørre Alslev omtales omkring år 1250 i Falsterlisten under navnet Alslef nørræ. Navnet Alslev er afledt af drengenavnet "Alf" og "lev".
I 1500- og begyndelsen af 1600-tallet ejede Kronen kun tre gårde i byen, men i 1662 vides det at han ejede næsten dem alle. I 1776 blev byen købt af købmanden Johan Christopher von Westen hvorpå den kom under Grimmelstrup hovedgård, der senere kommer til at hedde Orenæs.
Kronen tilbagekøber godset, og dermed også Nørre Alslev, i 1793. Bønderne i byen bliver selvejende dog selvejende frem mod århundredeskiftet. Som følge af udflytning og anlæggelsen af jernbanen, eksisterer der kun to gårde på deres oprindelige plads. Anlæggelsen af Nørre Alslev Station skabte vækst og mange tilflyttere til byen.
I 1872 gjorde anlæggelsen af jernbanen byen til stationsby.
Omkring 1870 omtales byen således: "Nørre Alslev med Kirke, Skole, Veirmølle, Jernbanestation".
Omkring århundredeskiftet omtales byen således: "Nørre-Alslev, ved Vejen til Gaabense, med Kirke, Præstegd., Skole, Realskole (Aktieselsk.), Jærnbanestation, om hvilken der er opvokset en hel lille By, Telefonstation, Telegrafstation, Postkontor, Handelsgartneri, Gæstgiveri og Mølle".

## Transport og infrastruktur
Regionaltog mellem København og Rødby standser på Nørre Alslev Station. Tidligere var stationen også et stop på den nu nedlagte Nordfalsterske Jernbane.
Med bus er der forbindelse til Nykøbing Falster og Orehoved.
Sydmotorvejen går tæt forbi byen, og sekundærrute 293 går fra Stubbekøbing til Guldborg igennem byen. Mod syd kan man via Nykøbingvej og senere E55 komme til Nykøbing Falster.
I den nordlige ende af byen ligger en genbrugsplads, der drives af I/S Refa.

## Erhverv
Nørre Alslev har flere detail- og specialbutikker, og et område, hvor der ligger en hel række dagligvareforhandlere samt et dyrehospital. Der er flere små virksomheder i byen, heriblandt Melitek A/S, der producerer plast til medicinalindustrien og som vandt "Årets Ejerlederpris" i Region Sjælland i 2013. Den danske sprøjtevirksomhed Hardi har siden 1971 haft en fabrik i Nørre Alslev, hvor omkring 400 personer var ansat i 2014.

## Uddannelse
Nørre Alslev Skole har omkring 440 elever fra 0. til 9. klasse.

## Kultur
Nørre Alslev Kirke er bygget omkring år 1300 og er malet rødlig som det er kendetegnet for mange kirker på Nordfalster.
I byen ligger en velbevaret rytterskole opført i 1722 med senere tilbygninger og en rytterskoletavle (genopsat 1976).
Fra 1906 frem til 1984 lå der en biograf i byen. Denne bygning, står nu tom.
Nørre Alslev bibliotek er en del af Guldborgsund-bibliotekerne.

### Sport
Nørre Alslev Boldklub, der spiller i Lolland-Falsterserien, holder til på Nørre Alslev Stadion, der ligger i udkanten af byen. Klubben tilbyder også tennis.
Nordfalster Svømmecenter, der er en svømmehal med forskellige faciliteter. Den ligger i Nørre Alslev tæt ved stationen.

## Kendte personer
- Regitze Bille-Brahe (19. juli 1884 – 4. maj 1960), baronesse
- Jonas Kamper (1983 – ), fodboldspiller for Randers FC
- Jørn Neergaard Larsen (1949 – ), Beskæftigelsesminister i Regeringen Lars Løkke Rasmussen II, administrerende direktør Dansk Arbejdsgiverforening 1996 - 2015
- Helene Strange (26. september 1874 – 6. august 1943, forfatter og folkemindesamler
- Henning fra Nørre Alslev, fiktiv person fra Nykøbing F. Revyen portrætteret af Flemming Krøll

## Galleri
- Huse i Nørre Alslev
- Kalkmaleri i Nørre Alslev Kirke
- Kirkerummet